# شاغونور
شاغونور (بالروسية: Шагонар) هي إحدى مدن روسيا في الكيان الفدرالي الروسي توفا.